# Адміністративний устрій Поліського району
Адміністративний устрій Поліського району — адміністративно-територіальний поділ Поліського району Київської області на 1 селищну та 13 сільських рад, які об'єднують 30 населених пунктів і підпорядковані Поліській районній раді. Адміністративний центр — смт Красятичі.

## Список радПоліського району
| №  | Назва                         | Центр            | Населені пункти                                         | Площа км² | Місце за площею | Населення (2001), осіб. | Місце за населенням |
| -- | ----------------------------- | ---------------- | ------------------------------------------------------- | --------- | --------------- | ----------------------- | ------------------- |
| 1  | Красятицька селищна рада      | смт Красятичі    | смт Красятичі с. Дубова с. Міхлівщина с. Лісове         |           |                 |                         |                     |
| 2  | Вовчківська сільська рада     | с. Вовчків       | с. Вовчків с. Буда Вовчківська с. Стовпне               |           |                 |                         |                     |
| 3  | Володарська сільська рада     | с. Левковичі     | с. Левковичі с. Городещина с. Дубова                    |           |                 |                         |                     |
| 4  | Залишанська сільська рада     | с. Залишани      | с. Залишани с. Вересня                                  |           |                 |                         |                     |
| 5  | Зеленополянська сільська рада | с. Зелена Поляна | с. Зелена Поляна                                        |           |                 |                         |                     |
| 6  | Луговицька сільська рада      | с. Луговики      | с. Луговики с. Зірка                                    |           |                 |                         |                     |
| 7  | Максимовицька сільська рада   | с. Максимовичі   | с. Максимовичі                                          |           |                 |                         |                     |
| 8  | Мар'янівська сільська рада    | с. Мар'янівка    | с. Мар'янівка                                           |           |                 |                         |                     |
| 9  | Млачівська сільська рада      | с. Млачівка      | с. Млачівка                                             |           |                 |                         |                     |
| 10 | Рагівська сільська рада       | с. Рагівка       | с. Рагівка                                              |           |                 |                         |                     |
| 11 | Радинська сільська рада       | с. Радинка       | с. Радинка с. Буда-Радинська с. Омелянівка с. Федорівка |           |                 |                         |                     |
| 12 | Романівська сільська рада     | с. Романівка     | с. Романівка с. Нівецьке с. Черемошна                   |           |                 |                         |                     |
| 13 | Стещинська сільська рада      | с. Стещина       | с. Стещина с. Калинівка                                 |           |                 |                         |                     |
| 14 | Шкнівська сільська рада       | с. Шкнева        | с. Шкнева с. Стара Марківка                             |           |                 |                         |                     |

* Примітки: м. — місто, смт — селище міського типу, с. — село, с-ще — селище